# جيل كينتنر
جيل كينتنر (بالإنجليزية: Jill Kintner)‏ مواليد 24 أكتوبر 1981 في بورين، واشنطن، الولايات المتحدة، هي درّاجة أمريكية. شاركت في دورة الألعاب الأولمبية الصيفية وفازت بميدالية أولمبية.

## الميداليات
| الميدالية | المسابقة                                                 |
| --------- | -------------------------------------------------------- |
| برونزية   | سباق الدراجات الهوائية في الألعاب الأولمبية الصيفية 2008 |

## وصلات خارجية
- الموقع الرسمي

## روابط خارجية
- جيل كينتنر على موقع أرشيف الدراجات (الإنجليزية)
- جيل كينتنر على موقع CycleBase (الإنجليزية)
- جيل كينتنر على موقع نتائج كأس العالم لسباقات دراجات (بي.أم.إكس) (الإنجليزية)
- جيل كينتنر على موقع اللجنة الأولمبية الدولية (الإنجليزية)
- جيل كينتنر على موقع أوليمبيديا (الإنجليزية)
- جيل كينتنر على موقع اللجنة الأولمبية والبارالمبية الأمريكية (الإنجليزية)